# アンチェインブレイズ レクス
『アンチェインブレイズ レクス』は、フリューから2011年7月14日に発売されたニンテンドー3DS、PlayStation Portable用ゲームソフト。
フリューのダンジョン探索型RPGシリーズ『アンチェインブレイズ』の第1作。キャラクターデザインにイラストレーター・漫画家が多数起用されている。2012年には第2作『アンチェインブレイズ エクシヴ』が発売された。

## ゲーム内容
オートマッピング機能を基本実装しており、マッピングされたマップは、3DS版では下画面に表示され、PSP版では画面全体に半透明で表示される。操作するキャラは「マスター」と呼ばれ、マスターの成長は戦闘によるレベルアップと、レベルアップ時やイベントによって手に入れたスキルポイントを使ってスキルマップを埋めていくことで行う。スキルマップはルート分岐があり、どのスキルを優先させるかプレイヤー自身が考えながら埋めることになる。スキルマップは各マスターによって内容が異なる。
戦闘はコマンド選択方式。時には大群に包囲されたり巨大な敵を相手にし、一つの画面に入りきれない敵を相手にする事がある。その場合は一つの画面に入りきれる個体数でグループ分けされ、画面（つまりプレイヤーキャラの向き）を変えながら敵を指定しコマンドを選ぶことになる。範囲攻撃の中にはグループ単位に効果があるものと全ての敵に有効なものがある。
戦闘中、攻撃をしたりダメージを受けると増加する「バーストゲージ」が一定値を超えると強力な攻撃「バースト」が発動可能になる。バースト技はスキルマップでバーストゲージの上限を上げると共に追加される。
基本的に、町とダンジョンを行ったり来たりしながらシナリオクリアを目指すことになる。また、シナリオとは関係ないクエストを受注し達成することでアイテムを手に入れたり、ダンジョン内で拾ったり採取アイテムで採取した素材を合成屋で別のアイテムに変化させることが出来る。合成屋の合成は成功率が設定してあり、合成に成功しても失敗しても料金と素材は失われる。

### フォロワーとアンチェイン
ボスを除くダンジョン内の敵は一定ダメージを与えると「アンチェイン」が出来ることを示すコマンドが現れることがある。アンチェインとは敵を自らの仲間に引き入れる行為で、このコマンドを選択し、縮小する円を設定された範囲で止めることが出来ればアンチェイン成功となる。なお、敵の強さなどによってアンチェインの判定が複数回必要な場合があり、その場合は直前に止めた円の内側に次の円を止めなければならない。
アンチェインに成功して仲間になったモンスターを「フォロワー」という。フォロワーはマスター一人に対し4人まで従える事が出来るが、各フォロワーに設定されたコストの合計がマスターのコストキャパシティーを超えることは出来ない。コストキャパシティーをあげるには「カリスマ」のレベルを上げる必要があり、カリスマは戦闘や、戦闘後に話しかけてきたフォロワーの気に入る返事（返事は感情アイコンの選択で行う）で上下する。フォロワーには性格と気分が存在し、性格は会話で求めている返事の傾向と、気分はフォロワーがマスターを援護する頻度と結びつく。気分はカリスマや会話で上下する。カリスマのレベルはアンチェインの難易度を下げたり、ダンジョン内の扉を開けるのに必要になることもある。また、会話によってはフォロワーがマスターにアイテムをあげる場合がある。
フォロワーはマスターの攻撃やスキル発動に追随して「シンクロアタック」（追撃）を行う。時にはマスターをかばってガードし、マスターのダメージを軽減する事がある。フォロワーには最大で3つの「アニマ」を支持しており、このアニマが指定されたとおりの組み合わせになるとマスターとの共同攻撃「リンクスキル」が発動する。フォロワーにもレベルが存在し、戦闘によってレベルが上がっていくが、レベルが最大値になった状態でフォロワーと別れるとそのフォロワーが持っていたアニマをマスターに残すことがある。この残されたアニマは他のフォロワーに装備することが出来る。
物語の中では「ジャッジメントバトル」というフォロワー同士の戦闘が発生することがある。この戦闘は画面下で左から流れてくる矢印が指定された位置に来た時にその方向キーを押し、たまにマスターの追撃が入る際には画面中央に表示されたバーが消える前に所定のボタンを押し、時には「ブレイブストーン」（数は戦闘開始直前に示される）を消費してフォロワーの士気を高めて画面上部左側の自分のフォロワー軍団のゲージが無くなる前に画面上部右側の敵のフォロワー軍団のゲージを無くすことが目的となる。

## ストーリー・設定
本作の世界は女神クリューネアが作ったモンスターしかいない世界である。モンスターは子供の内は「幼生体」と呼ばれる人の姿（種族によっては獣人の姿）をしており、成長すると「羽化」をしてモンスターの姿になる。この世界の住民は「ティターン」と総称される迷宮を攻略すると、どんな願い事も一生に一度だけクリューネアの力で叶えてもらうことが出来る。

### ティターン
女神の試練を与える生きた迷宮。アークと呼ばれる最深部にいる主を倒し、その主が落とした「女神の福音」をその近くにある祭壇に置いた者が攻略者となる。攻略者はどんな願い事も叶うが、1つのティターンが叶えられる願いは1つだけ。攻略は困難を極めるため、ティターンに挑むには「試しの神殿」を攻略して天使から認められる必要がある。なお、試しの神殿も含めた迷宮内の敵モンスター達は、迷宮をさまよう内に「願い」が「欲望」に変わり、自我を失った者の成れの果てであるとされる。デザインは姉崎ダイナミック。
ダリス
巨人の形をしたティターン。第1章の舞台。
重厚な石造の壁面は、さながら闘技場を思わせ、あちこちから流れ出す高温のマグマが、冒険者たちの行く手を阻む。階層が多く、ショートカット用のリフトがいくつか存在する。
トルトゥガ
水と氷によって浸食された亀の形をしたティターン。第2章の舞台。
円形のフィールドは、閉鎖された幾つもの扉と、複雑に蛇行した通路によって構成されており、最下層には水に満たされたエリアが存在する。水没エリアは侵入から40歩以内に脱出しないとゲームオーバーになる。
スローン
草木が生い茂り、長い年月を感じさせる象の形をしたティターン。第3章と第4章の舞台。
その広大なフィールドには、歩き続けることで致命傷を受けてしまう強酸性の沼池や、深い暗闇に閉ざされた空間など、訪れる者を阻むトリッキーな仕掛けが用意されている。
アギラ
巨大な鳥の形をしたティターン。第5章の舞台。
あらゆる所に流れている砂が行く手を阻み、その動きによって行動の自由を奪われたり、下の階層への落とし穴があるなど、トリッキーな仕掛けが特徴。
レーヴェ
全身に青白い炎をまとった獅子の形をしたティターン。第7章の舞台。

## キャラクター
名前はデフォルト名を表記する。
ファング
声 - 森田成一、イラスト：pako
本作全体の主人公にして第1章の主人公。灼熱の劫火を操る最強の竜にして、ドラゴン界の頂点に君臨する若き竜皇。世界最強は誰なのか知るために四天王たちと女神の神殿に攻め込み、女神クリューネアの「お前を最強にしてやる」という言葉に対して「願いなど無い」と言ったことで女神の逆鱗に触れ、ドラゴンの肉体と力を奪われた上に羽化前の体に戻され地上に落とされてしまう。
続編である『アンチェインブレイズ エクシヴ』に登場するドラゴン族のディアーネ、フェンリル族のジーク（この2人は異母姉弟）は子孫である。ディアーネは主人公のリュウガに対して、先祖である「竜皇」がフェニックス族の王女を娶ったという伝承があることを話している。このことから、全てが終わった後にティアナと結婚し、子供を儲けたと推測される。
ティアナ
声 - 小清水亜美、イラスト：森沢晴行
本作全体のヒロインにして第2章の主人公。フェニックスの王族の正統なる血統であり、高貴なる不死鳥のプリンセスだが、自分の生き血を狙った賊から竜皇に助けられて以来極度のドラゴンフェチ。性格は傲慢で高飛車で粗野だがどこか憎めない。王宮では姫らしい振る舞いを演じていた。父親に「フェニックス族の血を飲むと不老不死になる」という迷信を止める、という嘘をついて王宮から逃げ出し、「ドラゴンに転生する」という自分の願いのためにティターンに挑む。
続編である『アンチェインブレイズ エクシヴ』登場するドラゴン族のディアーネ、フェンリル族のジーク（この2人は異母姉弟）は子孫である。ディアーネは主人公のリュウガに対して、先祖である「竜皇」がフェニックス族の王女を娶ったという伝承があることを話している。このことから、全てが終わった後にファングと結婚し、子供を儲けたと推測される。
ルシアス
声 - 緑川光、イラスト：清水栄一、下口智裕
第3章の主人公。不死身の体を持つデスサイズ族の剣士。デーモン界一の剣士で「冥界の使者」と呼ばれていた。その名にあやかって彼の名を付けられる者や騙る者が多いらしく、自分の名前を言っても有名人なのに怪しまれないほど。自分の死を願うため単独でティターン踏破を目指す。
300年以上前、不治の病に冒されたところをシルヴィの先祖である自分の実の妹が女神に願って病を治してもらったが、それが原因で不老不死の肉体になってしまった。肉体は不滅でも心や精神はすり減っていき、シルディが自分の住みかを訪れた頃には生きた死体のような有様だったという。愛する者を二度も失いたくないという理由から自らの死を望むようになっていった。
ニコ
声 - 広橋涼、イラスト：窪岡俊之
9本の尾を持つナインテイル族の不思議少女。男の子っぽくて人なつっこいが、時折女の子らしい一面を見せることも。疑うことを知らず、後先考えずに行動するため自分や周囲に危機を招くことがある。そんなバカな性格を直すべくティターンに挑む。
ラピス
声 - 後藤邑子、イラスト：水無月すう
見つめるだけで相手（男性限定）を石化させてしまう能力を持つメデューサ族の少女。男性恐怖症故に石化能力が制御できない。
シルヴィ
声 - 伊藤かな恵、イラスト：よしづきくみち
ルシアスの妹。兄を慕い、彼を追って旅を続ける。健気でやさしく、一途な性格の持ち主。酒に酔うと説教を始める。
実はルシアスの実の妹ではなく、300年以上前に生きていたルシアスの実の妹の子孫である。ルシアス曰く、実の妹に瓜二つ。
ヘクトール
声 - 代永翼、イラスト：大塚真一郎
ゴーレム族の王子。「試しの神殿」の案内人を置き去りにして逃げるほどの臆病。ある日突然、羽化してしまい、100人の許嫁がいて、羽化するとその内の誰かと結婚しなければならなかったが、相手はみな自分より体格が大きい者ばかりで怖くなり、結婚が嫌で国から逃げ出していた。当初は自分を幼生体に戻してもらうべくティターンに挑むが、ファングから「その臆病をなおしてもらったほうがいいのでは」と言われる。
マリー
声 - 佐藤聡美、イラスト：戸部淑
マンドラゴラ族の少女。無表情で口数も少ないが、絶体絶命の窮地であげる声を聞いた者を死に至らしめると言われている。博識だが、その性格故に知識を周囲に教えるタイミングが遅いことがしばしば。ダリスのティターン内でモンスターに追われていたところをファングに助けられ、彼らに同行することになった。
その正体はマンドラゴラ族の女性が作ったぬいぐるみに、女性の願いで女神がかりそめの命を与えたもの。そのため、自分には心が無いと思い込んでおり、心をもらうためにティターンに挑んでいた。
クリューネア
声 - 水樹奈々、イラスト：萩原一至
この世界を作った者とされ、世界を統べる女神。人々に試練（ティターン）を与え、その試練を乗り越えた者の願いをどんなものであろうと一つだけ叶えられる全能の神。

### 竜皇四天王
ファングに付き従う部下。ファングへの女神の怒りの巻き添えを喰らい、ファングと同じく幼生体の姿に戻され、成体の肉体をティターン内に封じ込められる。それぞれ、ある場所で戦うことでフォロワーにすることが出来る。
ベルーダ
声 - 宮下栄治、イラスト：深遊
竜皇四天王の一人。性格は軟派で一見は優男だが、四天王のリーダーを勤めるだけの実力を誇る。
自身の体を取り戻すために何度も自分の体に挑戦するも返り討ちにされていた。成体がいる部屋に入ろうとするファング達を止めようとしたが、彼らによって成体が撃破されるのを見て驚嘆していた。体を取り戻してから、竜皇への合流を目指していたが「役立たずは切り捨てる」竜皇の人柄を思いだし、もう切り捨てられたかも、と竜皇本人の前で嘆き、合流を諦め、憂さ晴らしに彼らの元で戦うことを決意する。それが竜皇と合流することであったことに気付かないまま。
エキドゥナ
声 - 牛田裕子、イラスト：宮城
竜皇四天王の一人で唯一の女性だが、性格はサディスティック気味。
ティターンの中で通りかかったファング達に旅への協力を条件に助けを求めてくる。ファングは彼女の正体を髪のにおいから見極めていたが、当人は気付かず、親しげに話してくるファングに疑問を持ちながら宣言通り彼らの旅に同行する。
ニーズヘッグ
声 - 赤羽根健治、イラスト：北千里
竜皇四天王の一人。四天王一の武闘派でファングからの信頼も厚い。
4人の中で唯一記憶を失っていた。たまたま町ですれ違ったファングから竜皇の面影を見いだし話しかけてくるが、ファングは彼の正体に気付かず、そのまま別れてしまった。その後、ティターンの中で再会しファング達によって本来の体と記憶を取り戻す。ファングが自分のことを竜皇だと言ったことを不愉快に思っているが、彼の実力は認めており竜皇が見つかるまで彼らの旅に同行することを決めた。
カンヘル
声 - 岡本寛志、イラスト：ひだかなみ
竜皇四天王の一人。ドラゴン族屈指のエリートで、知略戦を得意とする。
肉体を取り戻すため、町で出会ったファング達を騙し、まんまと自分の肉体を倒させ本来の体を取り戻すことに成功する。その際ファングからは「相変わらず悪知恵を働かせているのか」と呆れられた。その後、竜皇が自分と同じように成体の姿を奪われて幼生体の姿にさせられていることに気付くが、同名の別人という可能性も捨てきれず「真実を知るため」という名目で彼らの旅に同行する。

## 主題歌
OP「UNBREAKABLE」
作詞：藤林聖子 / 作曲：俊龍 / 編曲：陶山隼 / 歌：水樹奈々

## 主なスタッフ
- サウンド - 植松伸夫（メインテーマ曲のみ担当）
- シナリオ - 火野峻志
- 演出 - 赤司俊雄